# Spoorlijn Oxelösund - Sala
De spoorlijn Oxelösund - Sala (Zweeds: Järnvägslinjen Sala–Oxelösund) is een spoorlijn in het westen van Zweden in de provincies Södermanlands län en Västmanlands län. De lijn verbindt de plaatsen Oxelösund en Sala met elkaar.
De spoorlijn is 158 kilometer lang.